# Rosenthal (Kerzenheim)
Rosenthal ist der einzige Ortsbezirk der Gemeinde Kerzenheim im Donnersbergkreis.

## Geographische Lage
Rosenthal liegt am nördlichen Rand des Pfälzerwalds und dessen Teilbereich Stumpfwald. Der westlich von Kerzenheim liegende und nach dem Kloster Rosenthal benannte Ortsbezirk gliedert sich in die Ortschaften Göllheimer Häuschen, Grauwald-Siedlung, Kerzweilerhof, Rosenthalerhof und Steinäcker-Siedlung.

## Geschichte

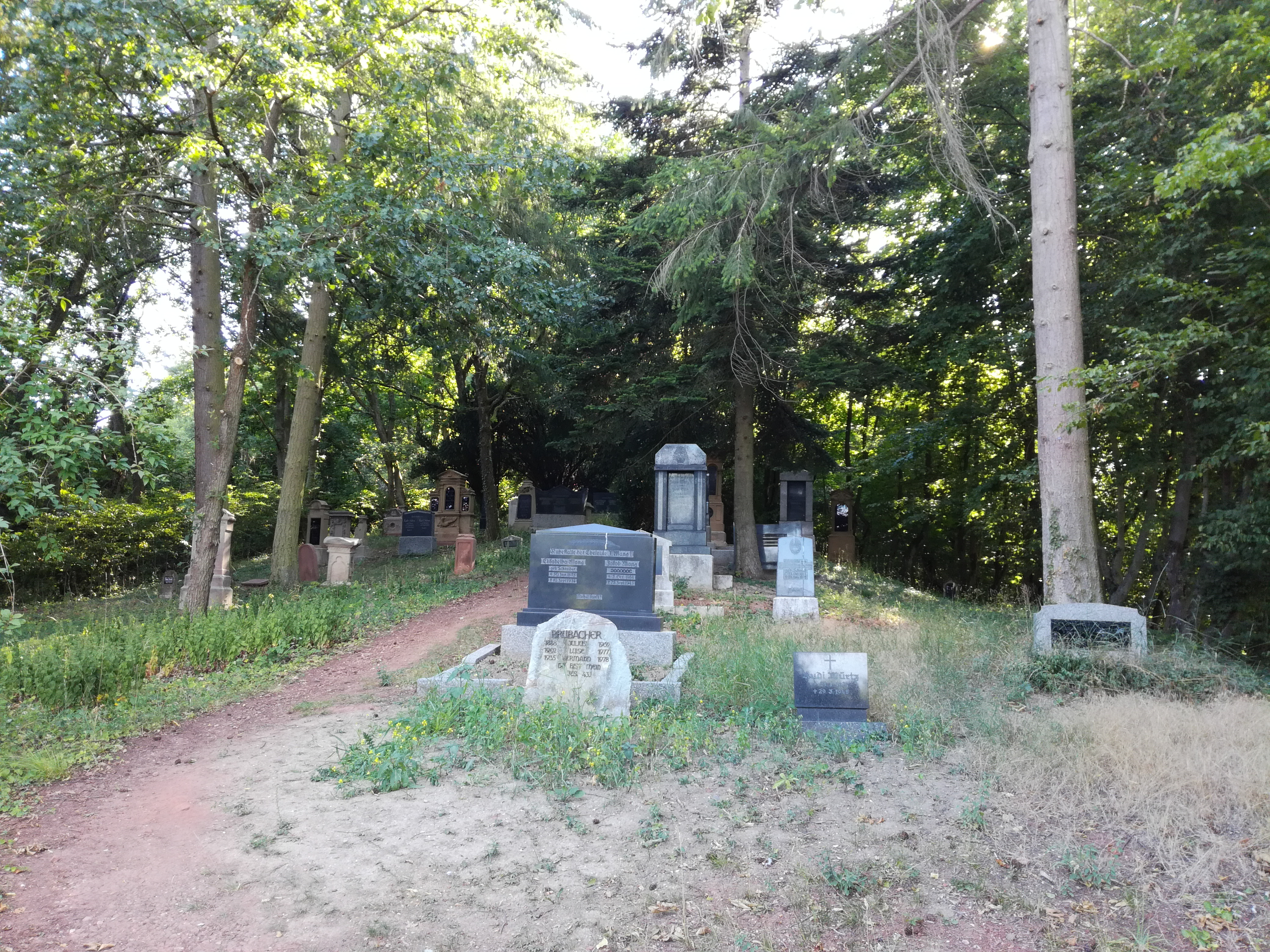
Oberhalb des Ortes befindet sich ein Mennonitenfriedhof, tlw. auch als Alter Friedhof bezeichnet.

Rosenthal hat eine bis ins Mittelalter zurückreichende Geschichte, der Ortsbezirk entstand aber erst 1989 aus den teilweise zusammengewachsenen und neu gegründeten fünf Siedlungsteilen. Für den Namen Rosenthal gibt es mehrere Erklärungen. So führte der Klostergründer, Graf Eberhard II. von Eberstein, eine rote Rose auf weißem Grund im Wappen. Das Tal soll aber wegen der vielen Wildrosen bereits vorher als Rosental bezeichnet worden sein.
Der Kerzweilerhof wurde erstmals 1229 als Curbißweiler in einer Urkunde des Wormser Domkapitels erwähnt. Der Name soll sich von Kürbisgärten ableiten lassen. Die Schreibweise wandelte sich im Laufe der Zeit mehrfach, u. a. in Korbsweiler. Im Jahr 1485 erwarb das benachbarte Kloster Rosenthal das Dorf, um es in ein Klostergut umzuwandeln. Vermutlich wurde der Ort mit der Schließung des Klosters 1572 aufgegeben, und erst 1688 wieder besiedelt.
Das Kloster Rosenthal wurde 1241 durch Graf Eberhard II. von Eberstein gestiftet. 1572 erfolgte die Auflösung des Klosters durch den damaligen Landesherrn Graf Philipp IV. von Nassau-Weilburg. Aus der späteren weltlichen Weiternutzung entstand der heutige Ortschaft Rosenthalerhof.

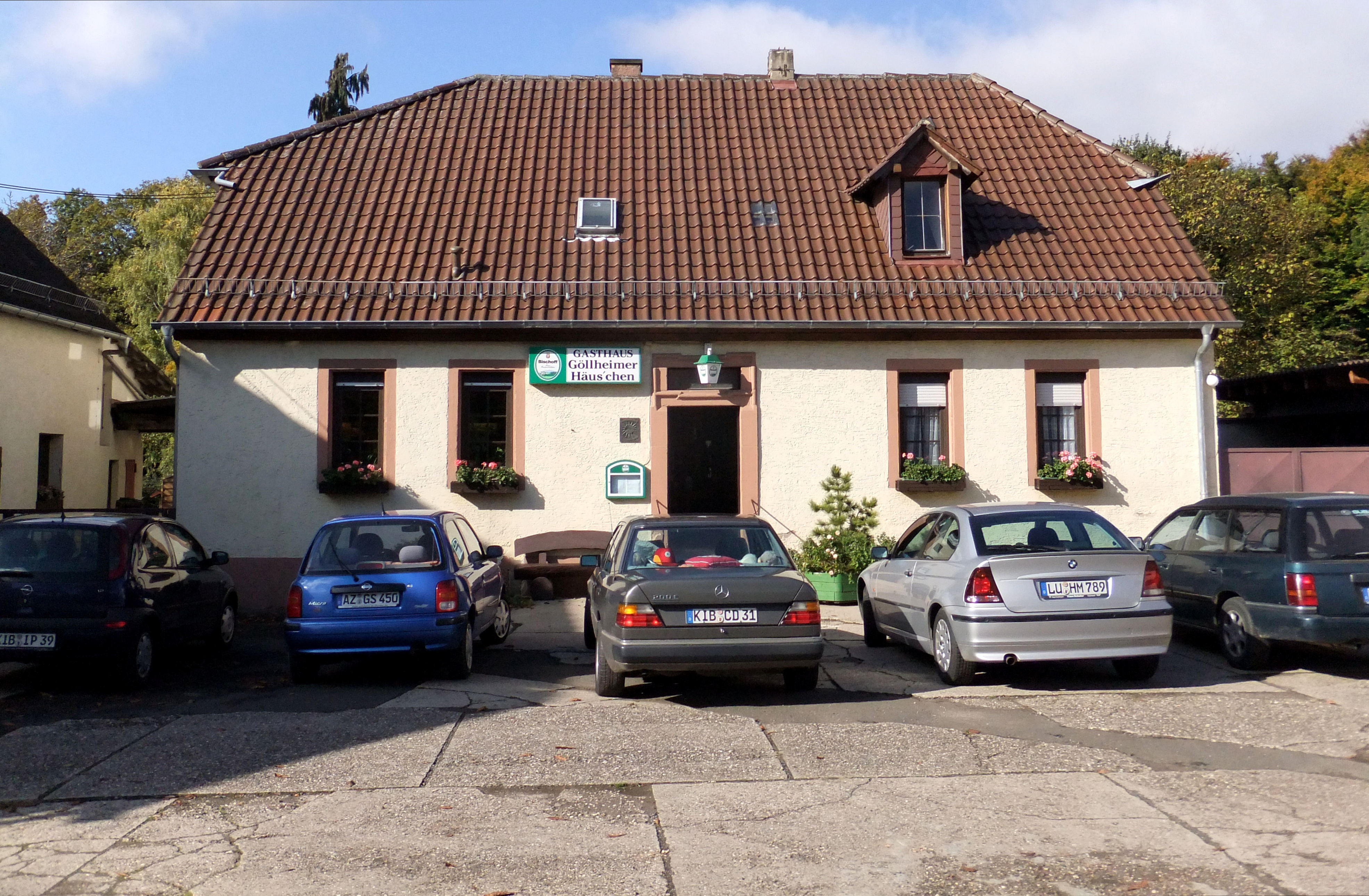
Das „Göllheimer Häuschen“ auf der Kerzenheimer Gemarkung

Das an einer uralten, bereits von den Römern genutzten Route durch den Wald gelegene Göllheimer Häuschen diente zunächst den hier begüterten Fürsten von Nassau-Weilburg als Jagdschlösschen bzw. Forsthaus. Im 18. Jahrhundert wurde das Gebäude verkauft und zur Gaststätte umgebaut (erste Erwähnung 1778), das es bis heute blieb.
Grauwald- und Steinäcker-Siedlung entstanden erst ab 1956 – gleichzeitig mit der direkt zu Kerzenheim gehörenden Arles-Siedlung. Mit den Gründungen schuf die Landsiedlung Rheinland-Pfalz neuen Wohnraum für Heimatvertriebene des Zweiten Weltkriegs.
Bereits 1827 wurden Kerzweiler- und Rosenthalerhof, und damit die Fläche des heutigen Rosenthals, nach Kerzenheim eingemeindet.

## Politik

### Ortsbeirat
Rosenthal ist als Ortsbezirk ausgewiesen und wird von einem Ortsbeirat und einem Ortsvorsteher politisch vertreten.
Der Ortsbeirat besteht aus acht Ortsbeiratsmitgliedern, die bei der Kommunalwahl am 9. Juni 2024 in einer personalisierten Verhältniswahl gewählt wurden, und dem ehrenamtlichen Ortsvorsteher als Vorsitzendem.
Die Sitzverteilung im gewählten Ortsbeirat:
| Wahl | SPD | CDU | FWG | Gesamt  |
| ---- | --- | --- | --- | ------- |
| 2024 | –   | 1   | 7   | 8 Sitze |
| 2019 | 1   | 1   | 6   | 8 Sitze |

- FWG = Freie Wählergruppe der Verbandsgemeinde Eisenberg (Pfalz) e. V.

### Ortsvorsteher
Ortsvorsteher ist Manfred Lieser (FW). Bei der Direktwahl am 26. Mai 2019 wurde er mit einem Stimmenanteil von 85,12 % gewählt und damit Nachfolger von Detlef Osterheld (FWG), der nach 25 Jahren im Amt nicht mehr kandidiert hatte. Bei der Direktwahl am 9. Juni 2024 wurde er als einziger Bewerber mit 83,4 % der abgegebenen Stimmen für weitere fünf Jahre in seinem Amt bestätigt.

## Kultur
Das ehemalige Kloster Rosenthal im Ortsteil Rosenthalerhof ist als Denkmalzone ausgewiesen.
Einziges Naturdenkmal vor Ort ist eine Baumgruppe am Rosenthalerhof.

## Verkehr und Infrastruktur
Der Ortsbezirk Rosenthal wird durch die Kreisstraße 78 an das Straßennetz angebunden. Die Landesstraße 396 passiert den zu Rosenthal gehörenden Weiler Göllheimer Häuschen.
In kurzer Entfernung befinden sich die A 63 im Norden und die A 6 im Süden. Die nächstgelegene Bahnstation ist der Bahnhof Eisenberg (Pfalz).

## Persönlichkeiten

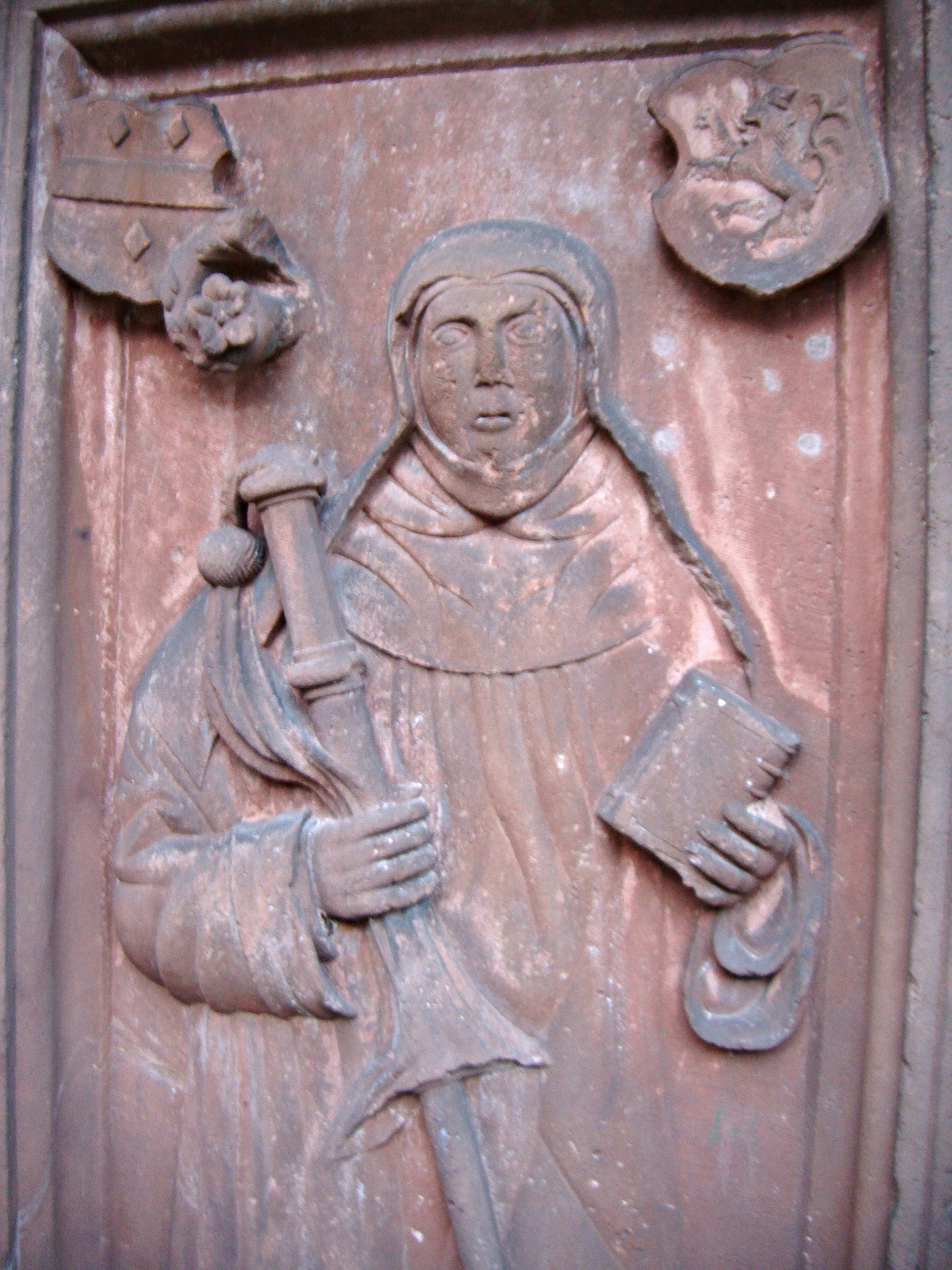
Barbara von Heppenheim genannt vom Saal. Sie regierte 32 Jahre lang als Zisterzienser-Äbtissin in Rosenthal, starb dort und ihr Epitaph ist in der Kirchenruine erhalten

- Eberhard IV. von Eberstein († 1263), Stifter des Klosters Rosenthal, dort begraben; Grabplatte in der Kirchenruine erhalten
- Raugraf Heinrich I. († 1261), Adliger, Neffe des Rosenthaler Klosterstifters, war eine der Hauptpersonen in dem tödlichen Eifersuchtsdrama um Herzogin Maria von Brabant. Er wurde im Kloster Rosenthal beigesetzt; dort blieb die Grabplatte erhalten.
- Anna von Lustadt († 1485), Äbtissin des Klosters Rosenthal, lebte und starb dort; Grabplatte in der Kirchenruine erhalten
- Margaretha von Venningen († 1505), Äbtissin des Klosters Rosenthal, lebte und starb dort
- Barbara Göler von Ravensburg († 1535), Äbtissin des Klosters Rosenthal, lebte und starb dort; Grabplatte in der Kirchenruine erhalten
- Barbara von Heppenheim genannt vom Saal († 1567), Äbtissin des Klosters Rosenthal, lebte und starb dort; Grabplatte in der Kirchenruine erhalten